# لاسلو کواچ (بازیکن فوتبال)
لاسلو کواچ (مجاری: László Kovács; ۲۴ آوریل ۱۹۵۱ – ۳۰ ژوئن ۲۰۱۷) بازیکن فوتبال اهل مجارستان بود.
از باشگاه‌هایی که در آن بازی کرده‌است می‌توان به باشگاه فوتبال دیوری ای‌تی‌او، باشگاه فوتبال بوداپست هونود، و باشگاه فوتبال ویدتون اشاره کرد.
وی همچنین در تیم ملی فوتبال مجارستان بازی کرده‌است.